# プロントコーポレーション
株式会社プロントコーポレーション （PRONTO Corporation） は、東京都港区港南に本社を置き、PRONTO（プロント）、Di PUNTO（ディプント）、È PRONTO（エプロント）、和カフェ Tsumugi（ツムギ）等の飲食チェーンを企画・運営しフランチャイズ展開している企業である。

## 会社概要
サントリーとUCC上島珈琲が共同出資し、1988年（昭和63年）2月1日に「株式会社ブレス」として設立。第1号直営店は東京・銀座に出店。その後は移転を経て、1995年2月1日に現在の社名に変更した。
「昼はカフェ、夜はサカバ。」という「二面性」をイメージした業態となる「PRONTO（プロント）」を展開するほか、2000年（平成12年）からは完全なカフェ業態である「CAFE SOLARE」の出店を開始。2021年（令和3年）に再ブランディングを行い、コーポレートロゴとメインブランドであるPRONTOロゴを新しくモデルチェンジしメインビジュアルを刷新した。海外では、現在台湾の「Xpark」に出店している。
ほぼ全店舗で、フリーWi-Fiやコンセントが使用できるサービスも提供されている。
尚、企業ビル内勤務者向けのため部外者は使用できない一部店舗は、店舗検索に掲載されていない。

## 運営ブランド
PRONTO
（プロント）
主力ブランド
「昼はカフェ、夜はサカバ。」という「二面性」をイメージした業態。創業時の「カフェ＆バー」から2021年リブランディングによって「昼はカフェ、夜はサカバ。」に生まれ変わった。
CAFE SOLARE
（カフェ・ソラーレ）
カフェ事業
現在は全て閉店
Di PUNTO
（ディプント）
長い名称は「ワインの酒場。ディプント」
PRONTO IL BAR
（イルバール）
和カフェ Tsumugi
（ツムギ）
È PRONTO
（エプロント）
espressamente illy
（エスプレッサメンテ・イリー）
illy CAFFE
イリーカフェ
エビノスパゲッティ
egg東京
ブリオッシュドーレ
アオ
など

## 店舗
主に三大都市圏や政令指定都市など都市部を中心に出店しており、現在は全国で300店舗以上を展開している（海外含む、2021年12月時点）。
プロントは、進化し続ける二面性として、「昼はカフェ、夜はサカバ。」という「二面性」をキーワードとした飲食空間を提供。2021年（令和3年）4月に変更したロゴマークは、プロント特有の業態である「二面性」をコンセプトとしたシンプルで力強いデザインに仕上げている。

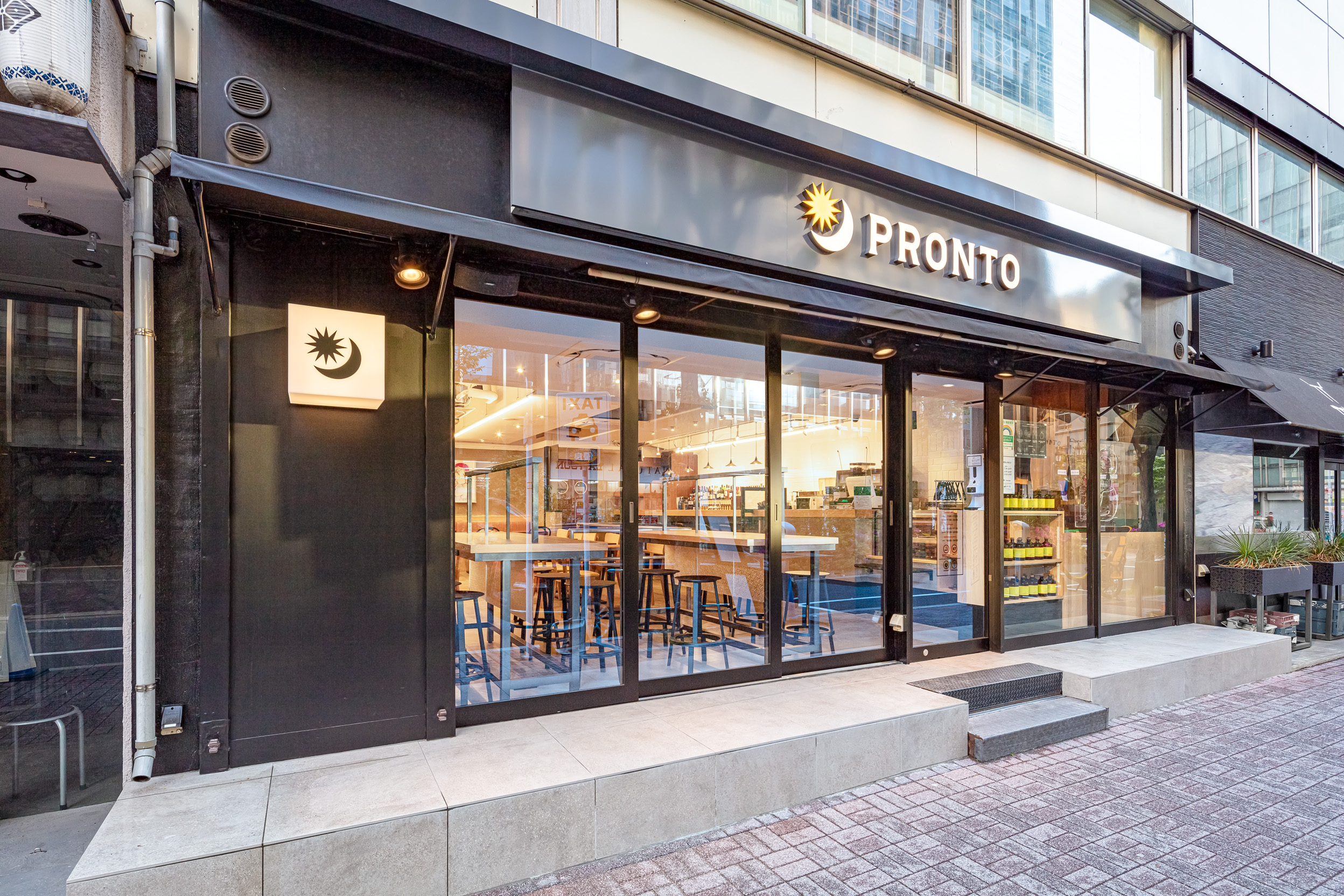
PRONTO 銀座コリドー店（東京都）
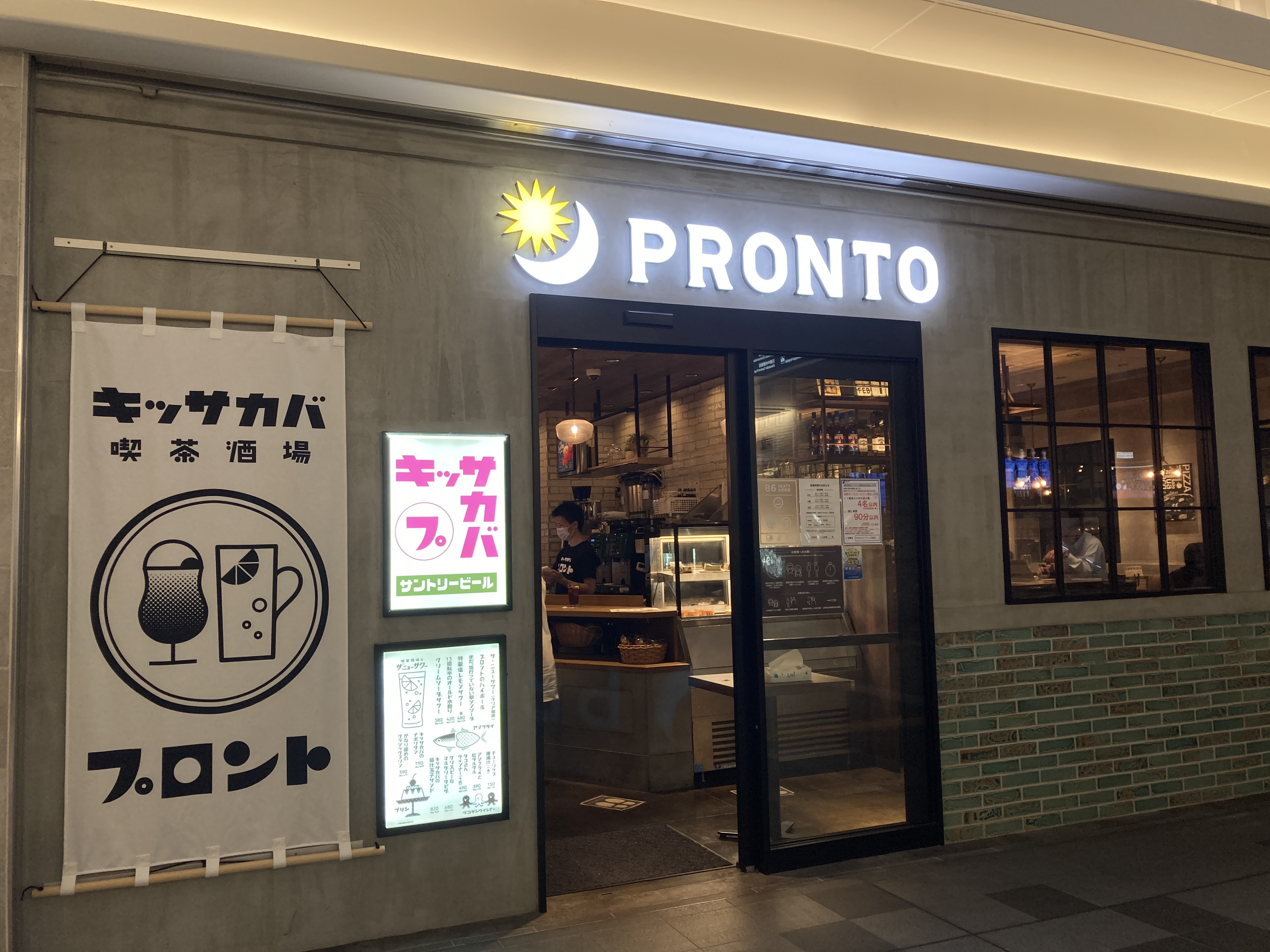
PRONTO アトレ川崎店
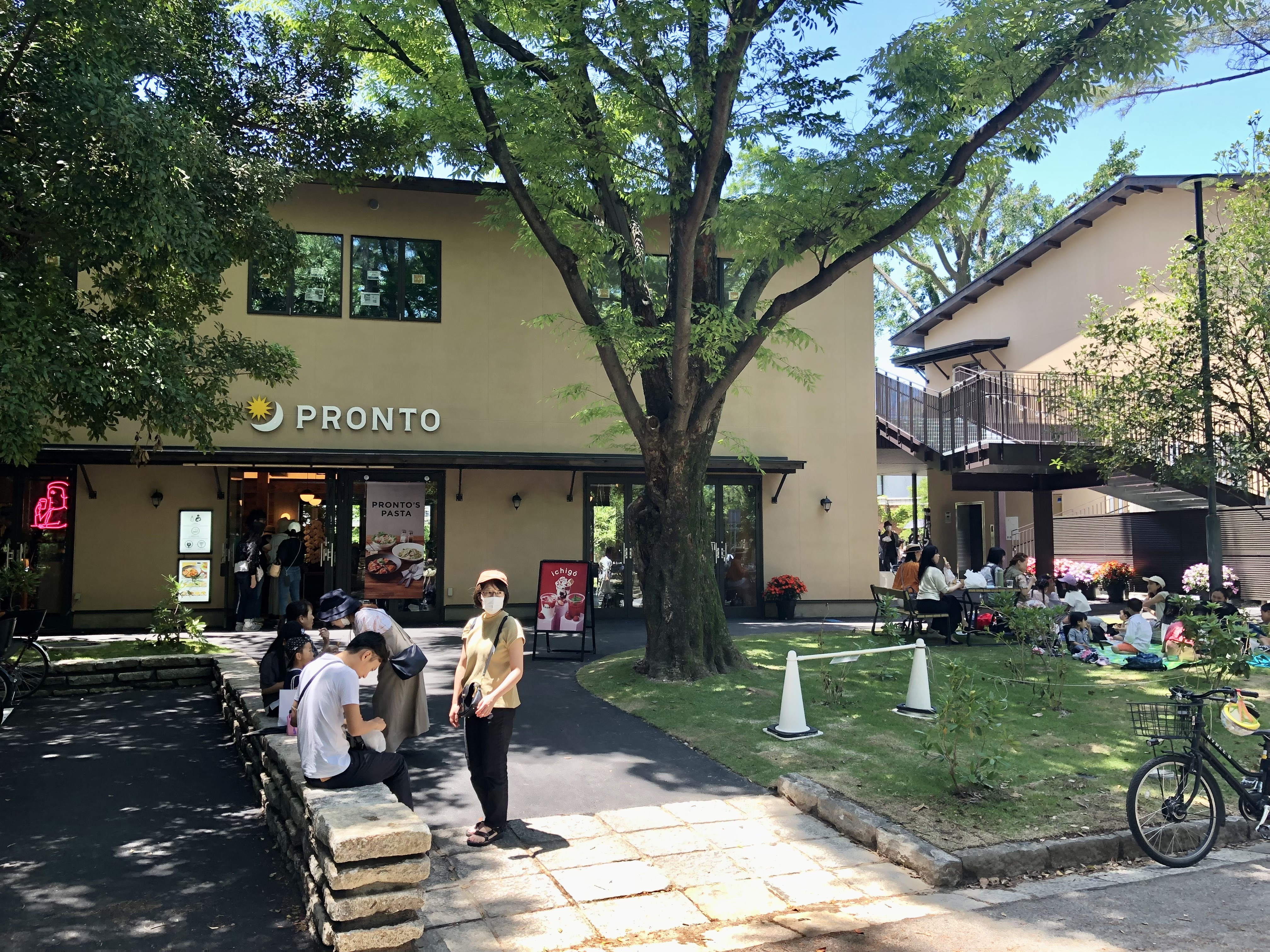
PRONTO 鶴舞公園店（愛知県）
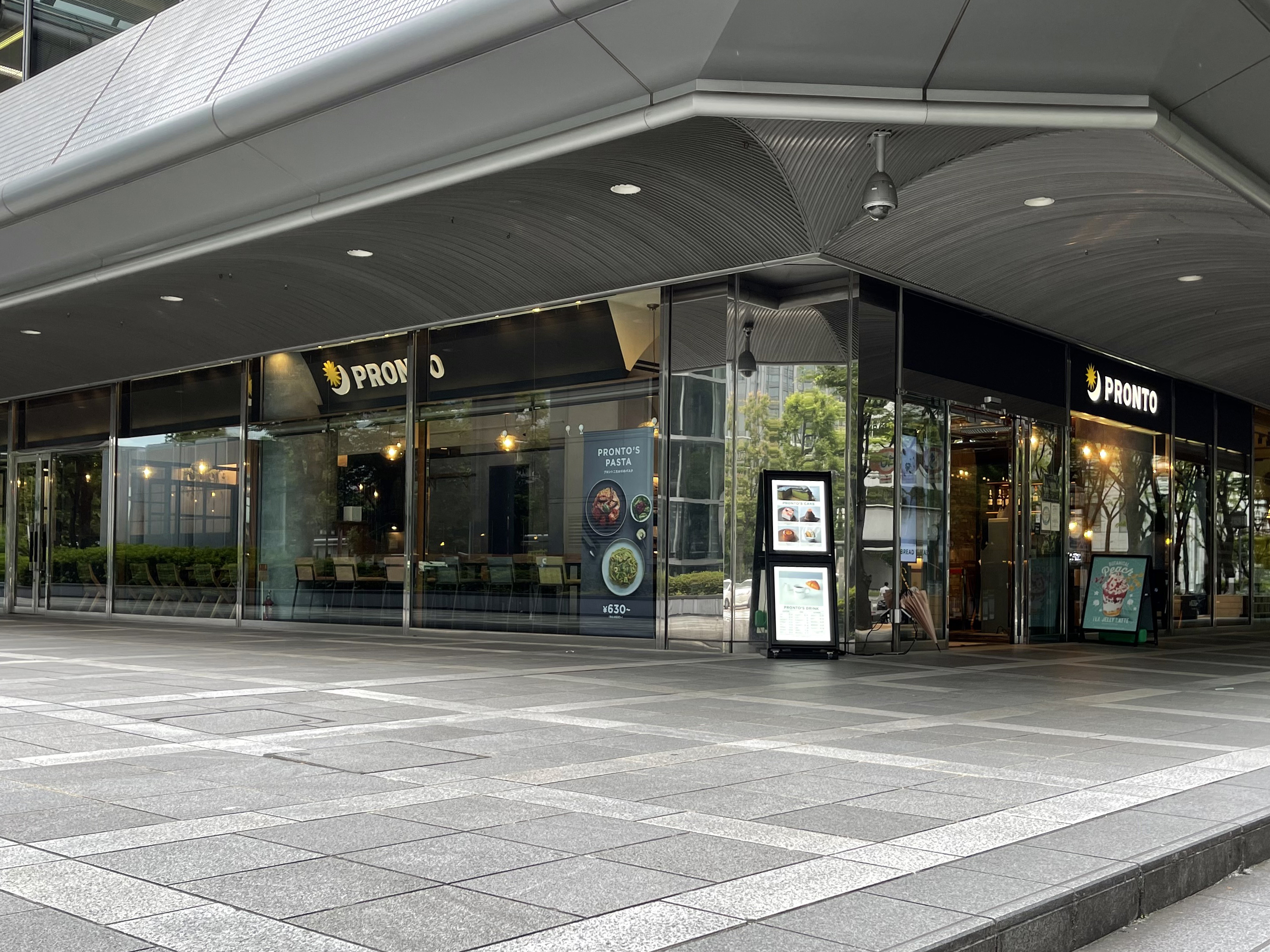
PRONT OBP店（大阪府）
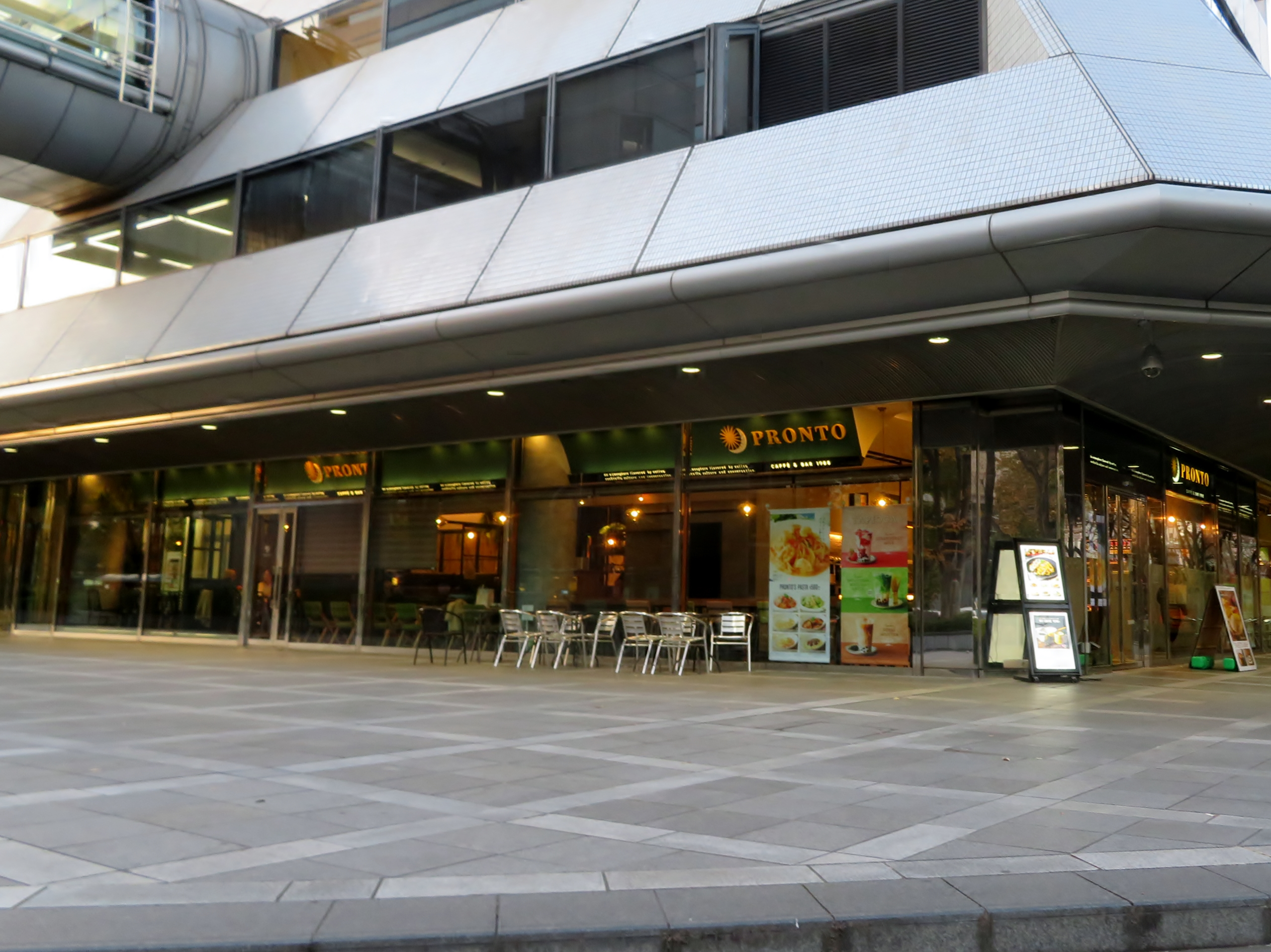
PRONTO OBP店（旧CI・大阪府）